# Fernando Couto (voetballer)
Fernando Silva Manuel Couto (Espinho, 2 augustus 1969) – alias Fernando Couto – is een Portugees voormalig profvoetballer die bij voorkeur als centrale verdediger speelde. Couto speelde 110 interlands in en was aanvoerder van het Portugees voetbalelftal, waarvoor hij acht keer scoorde.

## Clubcarrière
Couto begon zijn profcarrière bij Porto in 1987. In 1994 vertrok hij naar Parma, waar hij twee seizoenen bleef. Met Parma won Couto de UEFA Cup. Vervolgens werd hij door Bobby Robson naar Barcelona gehaald. Bij de Catalaanse club werd Couto in 1998 Spaans landskampioen. Ook de Europacup II (1997), UEFA Super Cup (1997) en tweemaal de Copa del Rey (1997, 1998) werden gewonnen. In 1998 moest Couto van Louis van Gaal vertrekken en de Portugees tekende vervolgens bij Lazio. Bij deze club werd hij in 2000 Italiaans kampioen en won hij in 1999 opnieuw de Europacup II en UEFA Super Cup. In 2005 keerde Couto terug bij Parma.

## Interlandcarrière
Fernando Couto speelde tevens 110 interlands voor het Portugees nationaal elftal. Hij nam deel aan de EK's van 1996, 2000 en 2004 en het WK 2002. In 2004 stopte de verdediger als international, nadat hij met zijn ervaring als motivator had gefungeerd op het EK van 2004. Couto was aanvoerder op het WK 2002 in Japan en Zuid-Korea en in eigen land op EURO 2004. Portugal verloor de finale tegen Griekenland met 0–1.

## Erelijst
Porto
- Primeira Divisão: 1987/88, 1991/92, 1992/93
- Taça de Portugal: 1990/91, 1993/94
- Supertaça Cândido de Oliveira: 1991, 1993

 Parma
- UEFA Cup: 1994/95

 FC Barcelona
- Primera División: 1997/98
- Copa del Rey: 1996/97, 1997/98
- Supercopa de España: 1996
- UEFA Cup Winners' Cup: 1996/97
- UEFA Super Cup: 1997

 Lazio
- Serie A: 1999/00
- Coppa Italia: 1999/00, 2003/04
- Supercoppa Italiana: 1998, 2000
- UEFA Cup Winners' Cup: 1998/99
- UEFA Super Cup: 1999

 Portugal onder 20
- FIFA WK onder 20: 1989